# ترتيب الأسبقية في هونغ كونغ

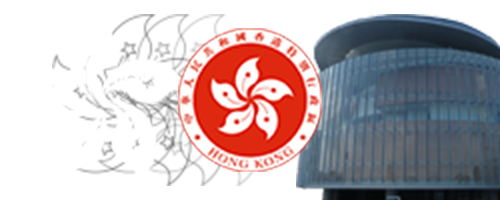

ترتيب الأسبقية في هونغ كونغ هو تسلسل هرمي سامي للمناصب الهامة داخل حكومة هونغ كونغ. يقع تحت إشراف قسم بروتوكول الحكومة، لا يحدد التسلسل الهرمي ترتيب الأسبقية لمكتب الرئيس التنفيذي، بل يحددها القانون الأساسي لهونغ كونغ.
باعتبارها منطقة إدارية خاصة في جمهورية الصين الشعبية، تحافظ هونغ كونغ على استقلالها الذاتي في جميع الشؤون الداخلية غير الدفاعية والعلاقات الخارجية.
بحسب القانون لايشمل ترتيب الأسبقية قادة الولايات والأحزاب في الحكومة الشعبية المركزية. كما يتم التعامل مع المسؤولين الحكوميين القادمين من بر الصين الرئيسي كضيوف خاصين عند حضور أشغال حكومة هونغ كونغ.

## ترتيب الأسبقية في هونغ كونغ
1. رئيس هونغ كونغ التنفيذي (كاري لام، وسام غراند باوهينيا، وسام نجمة بوهينيا الذهبية) [3]
2. رئيس قضاة محكمة الاستئناف النهائية (جيفري ما وسام غراند باوهينيا (الصين))
3. الرؤساء التنفيذيين السابقين
  1. تونغ تشو هوا
  2. دونالد تسانغ
  3. لونغ تشون يينغ
4. أمين عام الشؤون الإدارية (ماثيو تشونغ)
5. وزير المالية (هونغ كونغ) (بول تشن)
6. وزيرة العدل (تيريزا تشنغ)
7. رئيس مجلس هونغ كونغ التشريعي وأعضاء المجلس التنفيذي:
  1. رئيس المجلس التشريعي لهونغ كونغ (أندرو لونغ)
  2. منسق المجلس التنفيذي (برنارد تشارنوت تشان)
  3. أعضاء آخرون في المجلس التنفيذي:
    1. لورا تشا
    2. آرثر لي
    3. تشو تشونغ كونغ
    4. فاني لاو
    5. سكرتير البيئة (وونغ كام-سين)
    6. جيفري لامb
    7. سكرتير الابتكار والتكنولوجيا (نيكولاس يانغ)
    8. سكرتير الشؤون الداخلية (لاو كونغ-واه)
    9. ايب كووك-هيم
    10. تومي تشانغb
    11. مارتن لياوb
    12. جوزيف يام
    13. سكرتير الخدمات المالية والخزانة (جيمس لاو)
    14. ريجينا ايبb
    15. روني تونغ
    16. وونغ كووك-كين
    17. وزير الشغل والشؤون الإجتماعية (لاو تشي كوونغ)
    18. سكرتير الخدمة المدنية (جوشوا لاو)
    19. سكرتير الأمن (جون لي كا تشيو)
    20. سكرتير النقل والإسكان (فرانك تشان)
    21. أمين الأغذية والصحة (صوفيا تشان)
    22. سكرتير التجارة والتنمية الاقتصادية (إدوارد ياو)
    23. لام تشينغ تشوي
    24. أمين التنمية (مايكل وونغ واي-لون)
    25. وزير التعليم (كيفن يونغ)
    26. سكرتير الشؤون الدستورية و البر الرئيسي (باتريك نيب)
    27. كينيث لاوbc
    28. تشونغ كووك كوانb
8. مسؤولون رئيسيون آخرون:
  1. مفوض اللجنة المستقلة لمكافحة الفساد (سيمون بيه)
  2. مفوض الشرطة (لو واي تشونغ)
  3. مدير الحسابات (ديفيد صن)
  4. مدير الهجرة (إريك تسانغ)
  5. مفوض الجمارك والضرائب (هيرميس تانغ)
9. أعضاء آخرين من محكمة الاستئناف النهائي ورئيس قضاة المحكمة العليا:
  1. القضاة الدائمون في محكمة الاستئناف النهائي:
    1. روبرت ريبيرو
    2. روبرت تانغ
    3. جوزيف فوك

  2. القضاة غير الدائمين في محكمة الاستئناف النهائي:
  3. رئيس قضاة المحكمة العليا (أندرو تشونغ)
10. أعضاء آخرين في مجلس هونغ كونغ التشريعي
11. الدبلوماسيين الاجانب إلى هونغ كونغ
12. الزعماء الدينيين:
  1. رئيس أساقفة هونغ كونغ شنغ كونغ هوى (بول كوونغ)
  2. رئيس جمعية هونغ كونغ البوذية (سيك تشي واي)
  3. الاسقف الكاثوليكي لهونغ كونغ (مايكل يونغ مينغ-تشونغ)
  4. رئيس أكاديمية الكونفوشيوسية (تونغ يون كاي)
  5. رئيس الرابطة الصينية الإسلامية الثقافية والأخوية (سات تشي سانغ)
  6. رئيس رئيس المجلس المسيحي في هونغ كونغ (إريك سو)
  7. رئيس جمعية تاويست هونغ كونغ (لونغ تاك-واه)
13. مستلمو وسام غراند باوهينيا
14. رؤساء الجامعات
  1. رئيس جامعة مدينة هونغ كونغ (كيو واي)
  2. رئيس ونائب رئيس الجامعة جامعة هونغ كونغ المعمدانية (رولاند تي تشين)
  3. رئيس جامعة لينغنان (ليونارد تشنغ)
  4. نائب رئيس الجامعة ورئيس الجامعة الصينية في هونغ كونغ (روكي توان)
  5. رئيس جامعة هونغ كونغ المتعددة التكنولوجية (تيموثي دبليو تونغ)
  6. رئيس جامعة هونغ كونغ للعلوم والتكنولوجيا (وي شي)
  7. نائب رئيس الجامعة والرئيس جامعة هونغ كونغ (شيانغ تشانغ)
  8. رئيس جامعة هونغ كونغ المفتوحة (وونغ يوك شان)
  9. مستشار جامعة هونغ كونغ شو يانd (هنري هوe)
15. أعضاء آخرين في المحكمة العليا:
  1. قضاة الاستئناف من محكمة الاستئناف
  2. قضاة المحكمة الابتدائية
16. المفوضين العامين:
  1. رئيس لجنة الخدمة العامة (ريتا لاو)
  2. أمين المظالم (كوني لاو)
17. ممثل القنصل (الدبلوماسيين الأجانب في هونغ كونغ)
18. الأمناء الدائمون، المسؤولون عن إدارة الدرجة 6 الرتبة وما فوقها
19. قضاة محكمة مقاطعة (هونغ كونغ)  [لغات أخرى]‏:
  1. رئيس قضاة محكمة المقاطعة (بون سيو تونغ)
  2. قاضي محكمة الأسرة الرئيسي (برونو تشان)
  3. قضاة المقاطعات الأخرى
20. رؤساء مجالس المقاطعة
21. مستلمي وسام نجمة بوهينيا الذهبية
22. عدالة السلام
23. أعضاء مجالس المقاطعة
  1. نواب رئيس مجلس المدينة
  2. أعضاء مجلس محافظات أخرى

## معلومات
a.^أيضا نائب رئيس اللجنة الوطنية للمؤتمر الاستشاري السياسي للشعب الصيني، وسوف يعامل كضيف شرف في وظائف مناطق جمهورية الصين الشعبية الإدارية الخاصة.
b.^أيضا عضو في مجلس هونغ كونغ التشريعي
c.^أيضا رئيس مجالس مقاطعة هونغ كونغ.
d.^ يوجد اختلاف في التسمية بين ترتيب الأسبقية الصيني والإنجليزي، فعندما يتعلق الأمر برئيس جامعة شو يان. في النسخة الصينية يسمى "المستشار التعليمي"، بينما في النسخة الإنجليزية يسمى «الرئيس». في معظم جامعات هونغ كونغ، يكون الرئيس التنفيذي عادة مستشارا للجامعة، مع شخص اخر يتولى دور الرئيس. في حالة جامعة شو يان، يمكن أن تختار المستشار الخاص بها، وذلك بسبب وضعها كجامعة خاصة. الفرق في الواقع في هذه الحالة بالذات، لا يكاد يذكر إذ أن رئيس الجامعة، هنري هو هو رئيسها أيضاً.
e.^ ظهر هنري هو في وقت سابق كحائز على وسام غراند باوهينيا.